# مانیتور کلاس آمفیتریت
مانیتور کلاس آمفیتریت (به انگلیسی: Amphitrite-class monitor) یک کلاس از کشتی است که طول آن ۲۶۲ فوت ۳ اینچ (۷۹٫۹۳ متر) می‌باشد.